# Qatar ExxonMobil Open 1997 - Qualificazioni doppio
Le qualificazioni del doppio  del Qatar ExxonMobil Open 1997 sono state un torneo di tennis preliminare per accedere alla fase finale della manifestazione. I vincitori dell'ultimo turno sono entrati di diritto nel tabellone principale. In caso di ritiro di uno o più giocatori aventi diritto a questi sono subentrati i lucky loser, ossia i giocatori che hanno perso nell'ultimo turno ma che avevano una classifica più alta rispetto agli altri partecipanti che avevano comunque perso nel turno finale.
Le qualificazioni del doppio del torneo Qatar ExxonMobil Open 1997 prevedevano 4 coppie partecipanti di cui una è entrata nel tabellone principale.

## Teste di serie
1. Jamie Delgado /  Dominik Hrbatý (primo turno)

1. Patrik Fredriksson /  Magnus Norman (Qualificati)

## Qualificati
1. Patrik Fredriksson  /   Magnus Norman

## Tabellone

### Legenda
| - Q = Qualificato - WC = Wild card - LL = Lucky loser | - ALT = Alternate - SE = Special Exempt - PR = Protected Ranking | - w/o = Walkover - r = Ritirato - d = Squalificato |

|  | Primo turno | Primo turno                           | Primo turno                      | Primo turno | Primo turno |  |  | Ultimo turno | Ultimo turno                          | Ultimo turno                          | Ultimo turno | Ultimo turno |  |
|  |             |                                       |                                  |             |             |  |  |              |                                       |                                       |              |              |  |
|  |             | Jordi Burillo Juan-Albert Viloca-Puig | 6                                | 6           | 6           |  |  |              |                                       |                                       |              |              |  |
|  | 1           | Jamie Delgado Dominik Hrbatý          | 7                                | 1           | 2           |  |  |              | Jordi Burillo Juan-Albert Viloca-Puig | Jordi Burillo Juan-Albert Viloca-Puig | 2            | 3            |  |
|  | 2           | Patrik Fredriksson Magnus Norman      | Patrik Fredriksson Magnus Norman | 6           | 6           |  |  | 2            | Patrik Fredriksson Magnus Norman      | Patrik Fredriksson Magnus Norman      | 6            | 6            |  |
|  |             | Dinu Pescariu Herbert Wiltschnig      | Dinu Pescariu Herbert Wiltschnig | 4           | 4           |  |  |              |                                       |                                       |              |              |  |